# 45 Bootis
45 Bootis (45 Boo / c Bootis / HD 134083) es una estrella de la constelación de Bootes de magnitud aparente +4,93. Se encuentra a 64 años luz del sistema solar.
45 Bootis es una estrella blanco-amarilla de tipo espectral F5V con una temperatura superficial de 6516 - 6528 K.
Es 3,54 veces más luminosa que el Sol y tiene un radio de 1,37 radios solares.
Gira sobre sí misma con una velocidad de rotación de al menos 44,4 km/s.
No se ha detectado exceso en el infrarrojo ni a 24 ni a 70 μm, lo que en principio descarta la presencia de un disco circunestelar de polvo alrededor de ella.
Su masa es un 38% mayor que la del Sol y tiene una edad estimada entre 1200 y 1600 millones de años.
45 Bootis exhibe una metalicidad comparable a la del Sol ([Fe/H] = +0,02).
Otros elementos evaluados presentan niveles dispares; mientras que el sodio es más abundante que en el Sol —su abundancia relativa es un 50% superior a la solar—, titanio y níquel son menos abundantes. El contenido de este último metal es menos de la mitad del existente en nuestro Sol.
45 Bootis forma parte de la asociación estelar de la Osa Mayor.
γ Leporis y ρ Capricorni son dos miembros de esta asociación cuyas características son muy parecidas a las de 45 Bootis.